# 什一聖堂

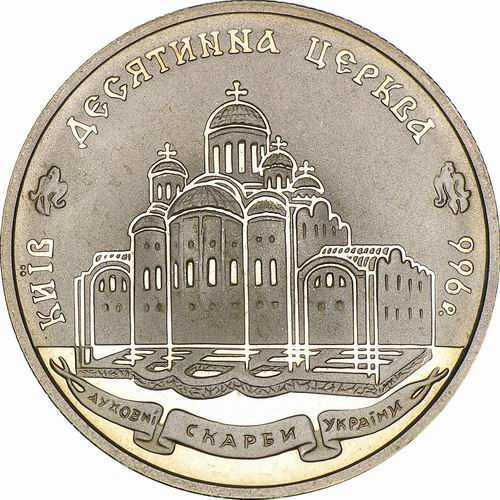
ウクライナの銀貨における什一聖堂の復元図（1996年、復元はY.アサーイェフによる）。

什一聖堂（じゅういちせいどう ウクライナ語: Десятинна церква）は、ウクライナの首都キエフに存在したキリスト教の教会である。989年から996年の間にルーシのヴォロディーミル聖公によって古キエフ山の上に建立された。ルーシおよびキエフにおける最初の石造りの教会であったとされる。『ルーシ年代記』の記述によれば、ヴォロディーミル聖公は教会を建設するために自分が所有する金銀の十分の一（什一）を献金したので、教会は什一聖堂と名づけられた。現存するのは聖堂の土台の遺構のみで、ルーシ時代の聖堂の姿について不明な点が多い。発掘調査によれば、聖堂は3つの身廊と6つのドームを持つビザンツ風な内接十字型の教会であったという。内部は豪華なモザイク、壁画、大理石の彫刻、モザイクと粘板岩を合わせた床があったと考えられる。

## 歴史
989年から1037年にかけて什一聖堂はコンスタンディヌーポリ総主教庁のキエフ府主教区の中心であった。1037年にその中心は聖ソフィア大聖堂 へ移った。1169年にウラジーミル・スーズダリ公国の公爵アンドレーイはキエフを占領し、聖堂の宝物を強奪した。1203年にチェルニーヒウ公国の公爵リューリクが同様な掠奪行為を行った。1240年にルーシに侵攻したモンゴル帝国の軍勢がキエフを攻略した際、什一聖堂が大きな被害を受けた。聖堂は、侵略者から守るキエフ人の最後の砦の役割を果たしていたからである。13世紀以降、什一聖堂が衰退して荒れ果てた。
17世紀になると、キエフ府主教ペトロー・モヒーラが残された聖堂の壁を修復し、新たな小さな教会を立てた。修復作業の際にヴォロディーミル聖公の霊柩と思われる石棺が発見された。ロシア帝国時代になると、古い教会の壁とモヒーラ教会の建物が撤回され、1828年から1842年にかけて新たな大聖堂が建立された。この聖堂は生神女就寝聖堂と名づけられた。1928年にソ連政権が聖堂を廃止して全壊させた。
1938年から1939年にかけてルーシ時代の教会の遺構を研究するために発掘調査が行われた。調査では、教会の遺物のみならず、中世のキエフ大公の宮殿や貴族の屋敷の跡などが発見された。
ウクライナ独立後に什一聖堂の再建についての議論が浮き上がった。しかし、ウクライナに存在する複数の教会の対立と、ウクライナの歴史学者と考古学者の強い反対のため、議論が行き詰った。2006年にモスクワ総主教庁系のウクライナ正教会の聖職者は、什一聖堂の遺構の近くに土地を横領し、独断で小さなコンクリートの教会を立てて「什一修道院」と名づけた。これに対してウクライナの学者は反発し、モスクワ総主教庁でさえこの行為を批難したが、ウクライナ政府の反応がなかったため、問題は未解決のままである。

10世紀の聖堂の土台
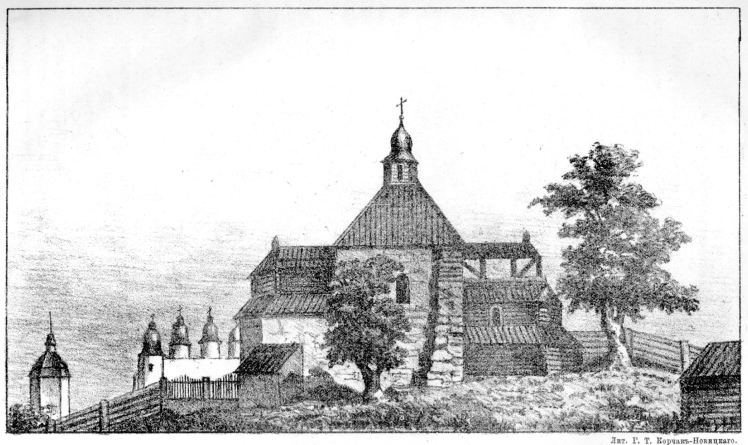
17世紀の聖堂
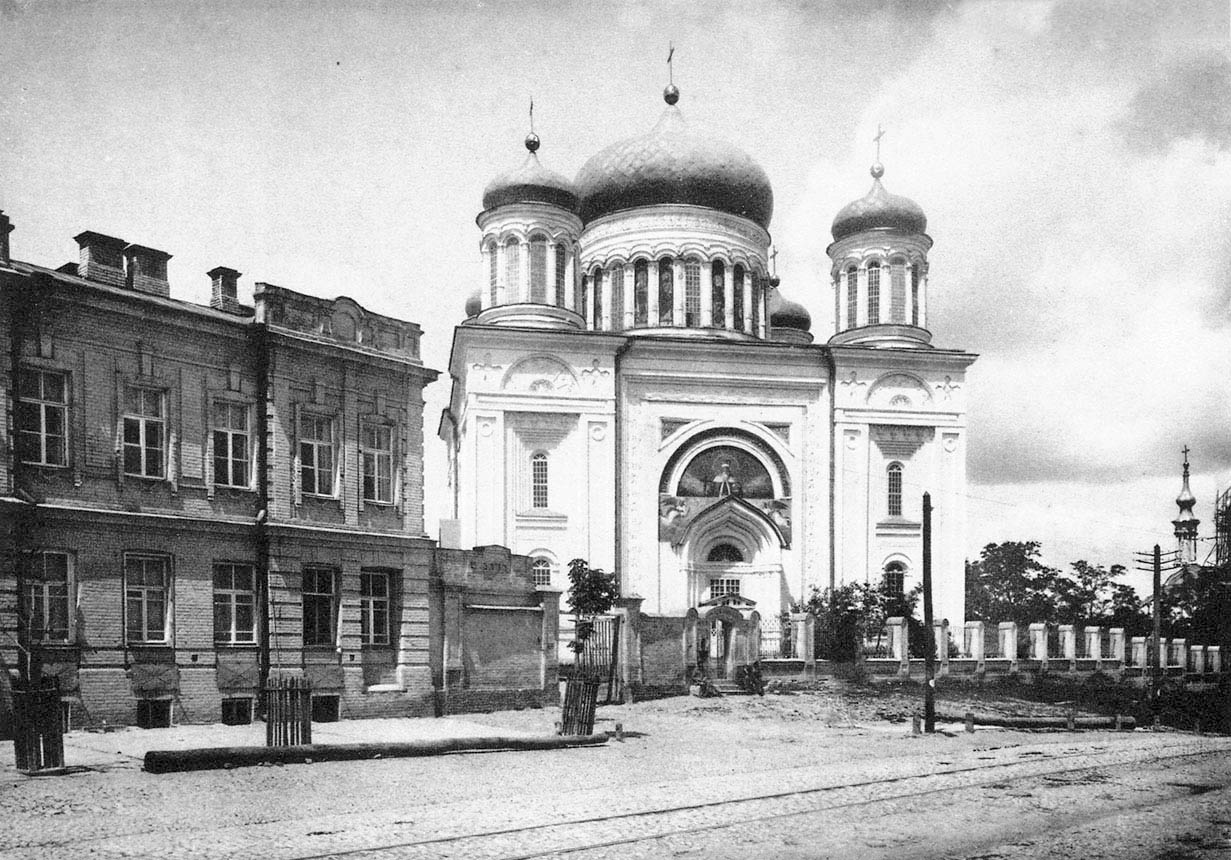
19世紀の聖堂
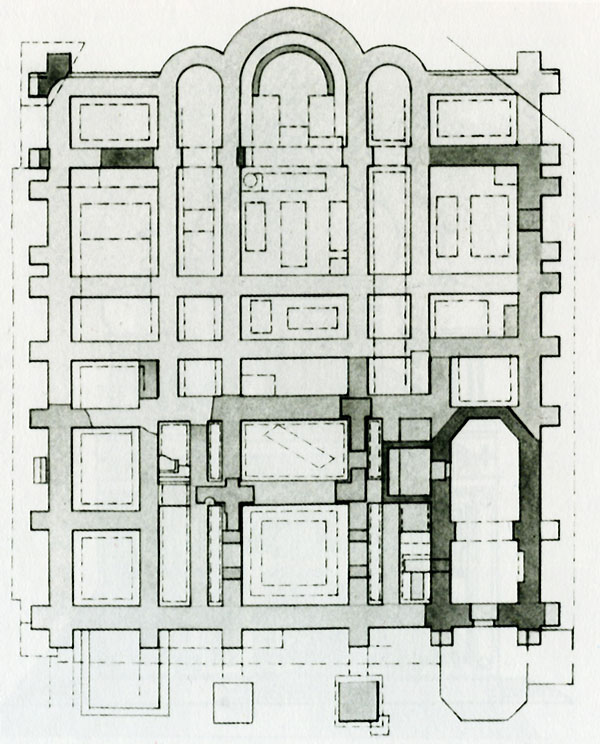
19世紀の聖堂の土台
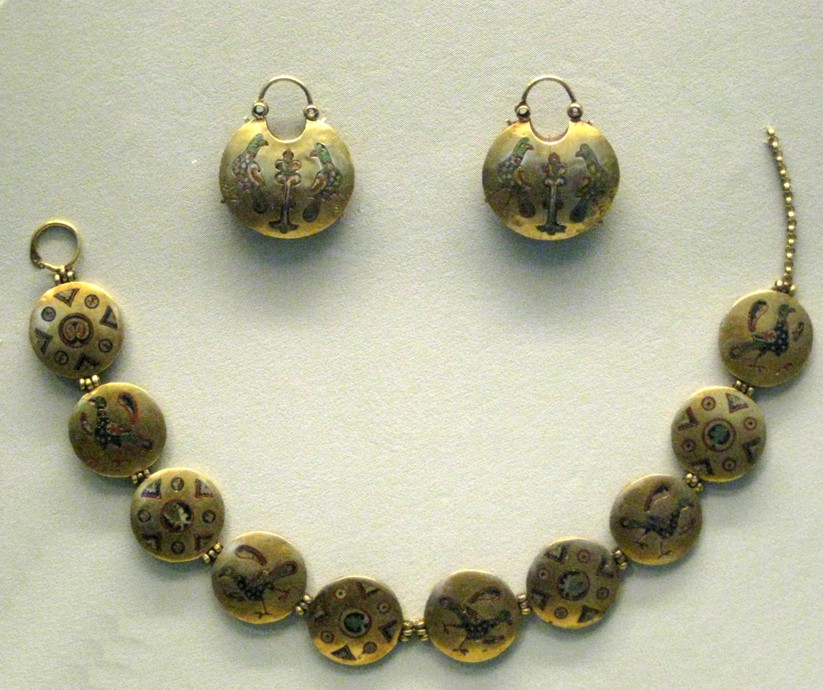
発見された装飾